# Вокертаун (Северна Каролина)
Вокертаун (енгл. Walkertown) град је у америчкој савезној држави Северна Каролина.

## Демографија
По попису из 2010. године број становника је 4.675, што је 666 (16,6%) становника више него 2000. године.
| Група             | 2000.         | 2010.         |
| Белци             | 3.494 (87,2%) | 3.498 (74,8%) |
| Афроамериканци    | 401 (10,0%)   | 820 (17,5%)   |
| Азијати           | 12 (0,3%)     | 26 (0,6%)     |
| Хиспаноамериканци | 56 (1,4%)     | 260 (5,6%)    |
| Укупно            | 4.009         | 4.675         |